# Scolitantides nigra
Scolitantides nigra är en fjärilsart som beskrevs av Gerherd 1882. Scolitantides nigra ingår i släktet Scolitantides och familjen juvelvingar. Inga underarter finns listade.